# Melanophryniscus xanthostomus
Espèce
Melanophryniscus xanthostomus est une espèce d'amphibiens de la famille des Bufonidae.

## Répartition
Cette espèce est endémique de l'État de Santa Catarina au Brésil.

## Description
Les mâles mesurent de 18,1 à 21,5 mm et les femelles mesurent de 20,5 à 21,5 mm.

## Publication originale
- Bornschein, Firkowski, Baldo, Ribeiro, Belmonte-Lopes, Corrêa, Morato & Pie, 2015 : Three new species of phytotelm-breeding Melanophryniscus from the Atlantic rainforest of southern Brazil (Anura: Bufonidae). PLOS ONE, vol. 10, no 12, e0142791, p. 1–35.